# Radio 2000 Blackout
Radio 2000 Blackout è una storica emittente radiofonica libera di Torino che trasmette sulla frequenza 105.250 MHz.

## Storia
Fondata nel 1992 con il nome semplicemente di Radio Blackout da soggetti diversi provenienti dalle esperienze di movimento del tempo (la Pantera, movimento delle occupazioni), ha avuto come prima sede via Sant'Anselmo 13, nel quartiere di San Salvario, per poi trasferirsi in via Antonio Cecchi 21/A, in Borgata Aurora.
Nel 1994 trasmise in diretta gli scontri avvenuti in occasione del trasferimento del CS Leoncavallo di Milano; nel 1996, con lo scopo anche di autofinanziare l'emittente, pubblicò il libro a "grafica sonica" dal titolo Ascolta questo libro / leggi questa radio - Radio Blackout 1992-1996.
Legata a doppio filo con il frastagliato mondo del movimento torinese ha prediletto i legami con i centri sociali e le case occupate, dove si svolgevano in genere iniziative volte a finanziare l'attività della radio,

 la quale rifiuta qualsiasi forma di pubblicità remunerata all'interno del suo palinsesto.
Ad un certo punto la radio ha iniziato anche a proporre una propria festa, sia per trovare una nuova fonte di finanziamento sia per far conoscere direttamente la realtà della radio, completamente autogestita, guidata in tutti i suoi aspetti da un'assemblea redazionale e di gestione, la quale è aperta a tutte le realtà ed i soggetti che rispettino i suoi cosiddetti "paletti": l'antifascismo, l'anticapitalismo, l'antisessismo e l'antiautoritarismo.
Il motto della radio che compare anche nel banner del sito ufficiale è One station against the nation e in vario materiale informativo prodotto dell'emittente.
L'attuale sede si trova in via Cecchi 21/A, la redazione si svolge generalmente il lunedì sera; è possibile ascoltare Radio Blackout oltre che via etere anche in streaming. Radio 2000 Blackout tramite un ripetitore da 2000 watt posto al Colle della Maddalena, copre l'area di Torino e una gran parte della provincia.

## Radio Gap
Nel 2001, insieme ad altre sei radio italiane, Radio Ciroma di Cosenza, Radio Città 103, Radio Fujiko, Radio K Centrale di Bologna, Radio Onda d'urto di Brescia, Radio Onda Rossa di Roma, e all'Agenzia AMISnet, ha dato vita al network Radio Gap (Global Audio Project), nato per raccontare i fatti del G8 di Genova a luglio di quell'anno e che ha proseguito con le mobilitazioni degli anni successivi.

## Programmi
Il palinsesto settimanale è composto da decine di trasmissioni in diretta di tipo informativo o musicale. I programmi di spicco sono:
- L'informazione di Blackout (dal lunedì al venerdì dalle 9 alle 11), unica trasmissione del palinsesto a cura della redazione informativa
- Anarres, programma a cura della Federazione anarchica torinese
- Spessore, programma musicale e divulgativo di Mario Spesso
- La Perla di Labuan, programma culturale e letterario a cura di Riccardino Borgogno.